# Helen Hoang
Helen Hoang nasceu em 1982, utilizando o pseudônimo de uma escritora americana de romances, mais conhecida por seu romance de estreia best-seller The Kiss Quotient.

## Carreira
Antes de ser publicado, Helen Hoang escreveu diversos romances paranormais e de fantasia com uma inclinação para as artes marciais. Ela afirma que escreveu intermitentemente por cerca de dez anos antes de Os Números do Amor ser publicado.
O primeiro romance de Hoang, The Kiss Quotient (Os Números do Amor)  foi publicado em junho de 2018. O romance acompanha a vida de Stella, uma mulher autista que contrata um acompanhante para explorar a intimidade com outras pessoas. Hoang afirma que inicialmente queria escrever uma Pretty Woman com gênero trocado, entretanto, a autora ficou presa ao examinar por que uma "mulher bonita e bem-sucedida contrataria uma acompanhante". Mais tarde, sua percepção de que ela e sua filha estão no espectro do autismo levou à base do livro.
Posteriormente, surge uma sequência intitulada The Bride Test, sobre Esme, uma camareira de hotel que recebe a oferta de acompanhar Khai, o primo autista de Michael do primeiro livro que nunca teve uma namorada antes, em casamentos, foi publicada pela Berkley em maio de 2019. A autora Hoang diz que queria subverter os tópicos nocivos que cercam o autismo ao escrever um personagem autista através do protagonista Khai, que é percebido pelos outros como frio e sem coração, quando na verdade não é esse o caso. O livro foi inspirado na história de imigração de sua mãe, com a história da personagem Esme vindo diretamente de conversas com sua mãe sobre como era ser pobre no Vietnã e como era quando ela chegou aos Estados Unidos.
No terceiro livro de Hoang da série, The Heart Principle, foi publicado em 2021. Hoang descreve-o como "um cruzamento entre uma Sabrina de género trocado e Say Anything ".

## Vida pessoal
Helen Hoang foi criada em Minnesota antes de se mudar para a Califórnia. Sua mãe é uma imigrante vietnamita.
Enquanto crescia, Hoang lutou contra a ansiedade social, o que a levou a recorrer aos romances como uma válvula de escape que garantia um final feliz. Durante uma reunião com a professora da pré-escola de sua filha, Hoang descobriu que sua filha está no espectro do autismo. Ela pesquisou sobre autismo e percebeu que ela também é autista. Isso influenciou o desenvolvimento de The Kiss Quotient e seus livros subsequentes.
Ela se formou em administração e trabalhou em finanças depois da faculdade antes de se tornar autora. Atualmente Helen Hoang mora na cidade de San Diego, nos Estados Unidos, com seu maridos e dois filhos.